# Florí

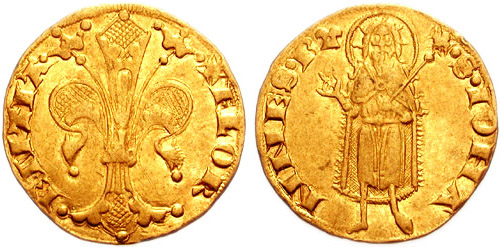
Florí d'or de Florència del 1347

El florí és una moneda d'origen italià que es va usar a diverses parts d'Europa i que actualment és encara la unitat monetària de les Antilles Neerlandeses, Aruba i Hongria.
El seu nom prové de la moneda d'or de Florència, el fiorino d'oro, anomenat així per la flor de lis representada a l'anvers, que era l'emblema heràldic de la ciutat (al revers hi figurava una imatge de sant Joan Baptista). El seu alt valor i el prestigi de la república florentina van fer que fos una de les monedes més cotitzades i populars del comerç internacional en els seus inicis, per la qual cosa fou molt imitada arreu d'Europa (a Itàlia, els Països Baixos, Polònia i, especialment, a Alemanya i Hongria), amb les mateixes característiques o bé només conservant-ne el nom.

## Florins actualment en vigor
- el florí de les Antilles Neerlandeses o gulden (codi ISO 4217: ANG)
- el florí d'Aruba o florin (AWG)
- el florí hongarès o forint (HUF)

## Florins històrics
- el florí alemany o gulden, en vigor a Alemanya del 1680 al 1790; els estats del sud d'Alemanya (Baviera, Baden, Württemberg, Frankfurt i Hohenzollern) també van usar un florí des del 1754 fins al 1873; els florins d'or ja eren corrents a Alemanya des del segle xiv
- el florí anglès o florin, moneda d'or en vigor a Anglaterra el 1344; valia sis xílings
- el florí austrohongarès (gulden o forint), en vigor a Àustria i a l'Imperi Austrohongarès del 1754 al 1892; en territori austríac ja s'usaven florins des del segle xiv
- el florí britànic o florin, en vigor al Regne Unit del 1849 al 1970; valia dos xílings
- el florí català o florí d'or d'Aragó, moneda d'or encunyada per primer cop a Perpinyà el 1342 i estesa més endavant a la resta de la Corona d'Aragó
- el florí de Danzig o gulden, en vigor a l'actual ciutat polonesa de Gdańsk del 1923 al 1939
- el florí de la Guaiana Britànica o guilder, la moneda de la Guaiana Britànica (avui Guyana) des del 1796 fins al 1839, en què fou substituïda per la lliura esterlina
- el florí de l'Àfrica Oriental, moneda de l'Àfrica Oriental Britànica entre 1920 i 1921
- el florí irlandès o flóirín, encunyat a Irlanda del 1928 al 1943; valia també dos xílings
- el florí italià o fiorino, encunyat a Florència del 1252 al 1533, en què Alexandre de Mèdici la va substituir per l'escut; fou la primera moneda d'or de l'Europa occidental i en deriven tota la resta de florins; més endavant (1588-1792 i 1826-1859) Florència encunyaria altres florins de tipologia diferent
- el florí neerlandès o gulden, la moneda dels Països Baixos des del 1279 fins al 2002, en què fou substituïda per l'euro
- el florí de Surinam o gulden, la moneda de Surinam fins al 2004, en què fou substituïda pel dòlar de Surinam; era equivalent al florí neerlandès

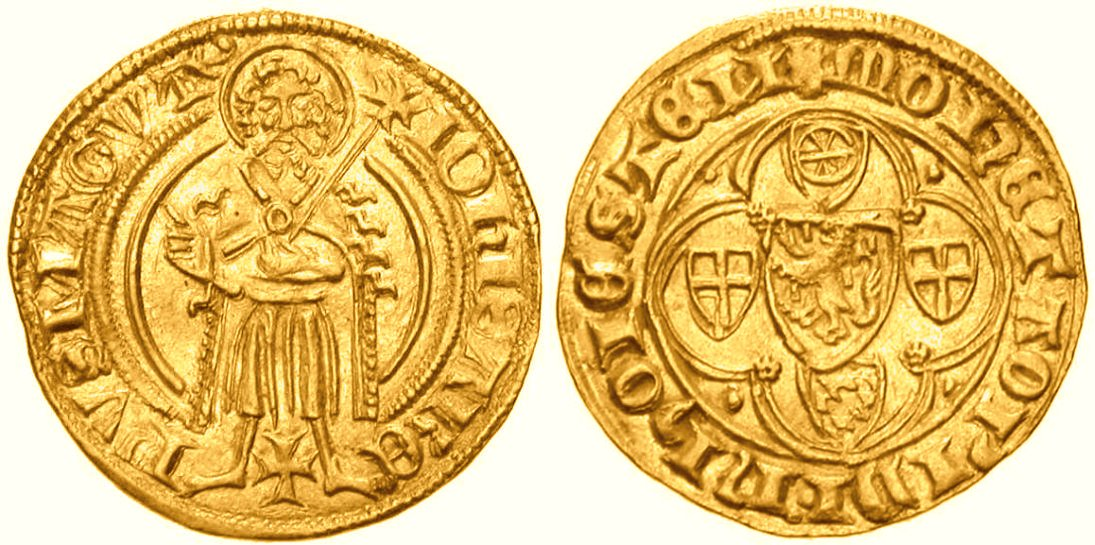
Florí d'or encunyat a la ciutat alemanya de Magúncia entre el 1399 i el 1402
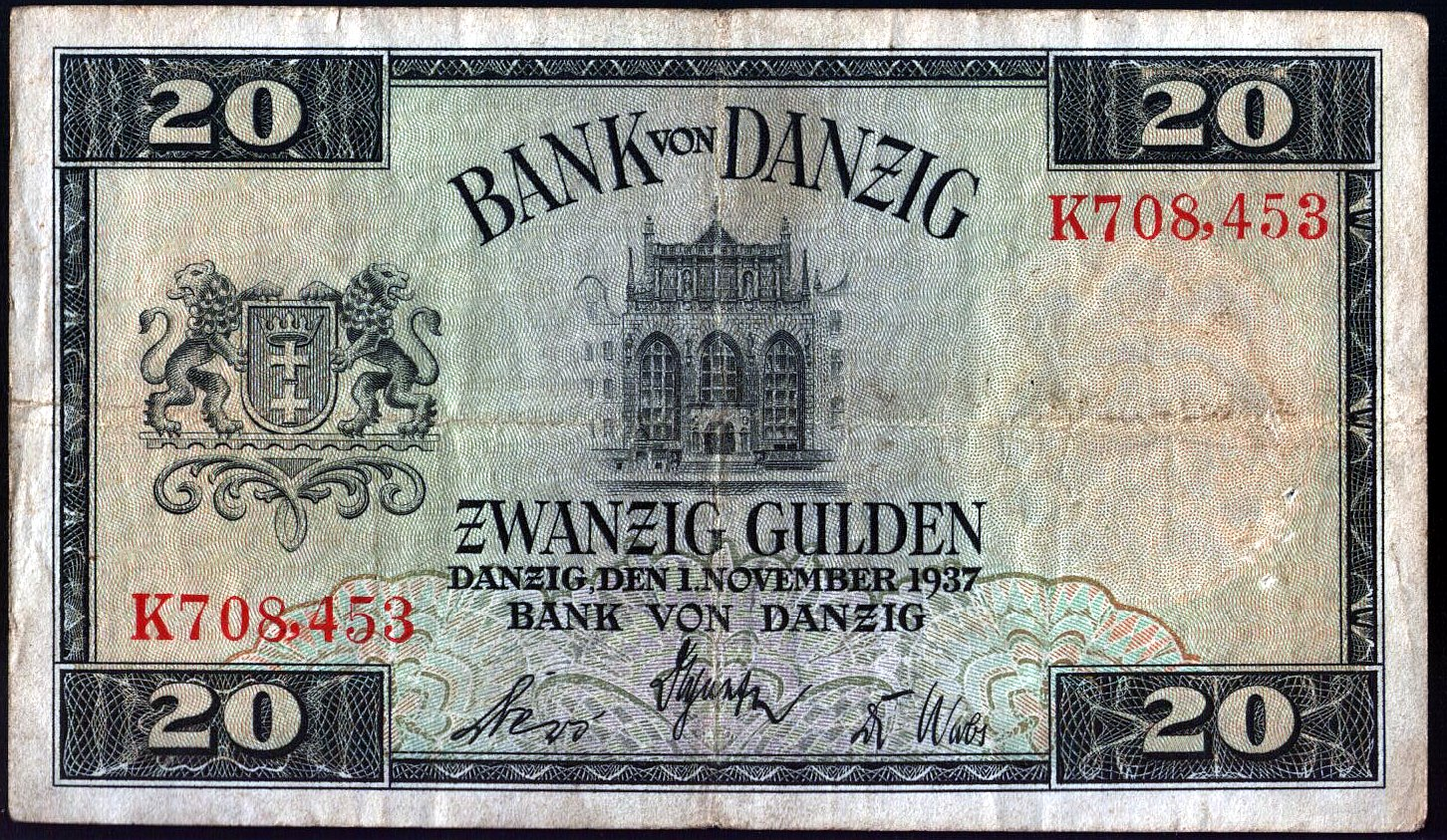
Bitllet de 20 florins de Danzig del 1937